# Agave cantala
Agave cantala är en sparrisväxtart som först beskrevs av Adrian Hardy Haworth, och fick sitt nu gällande namn av William Roxburgh och Salm-dyck. Agave cantala ingår i släktet Agave och familjen sparrisväxter.

## Underarter
Arten delas in i följande underarter:
- A. c. acuispina
- A. c. cantala

## Bildgalleri

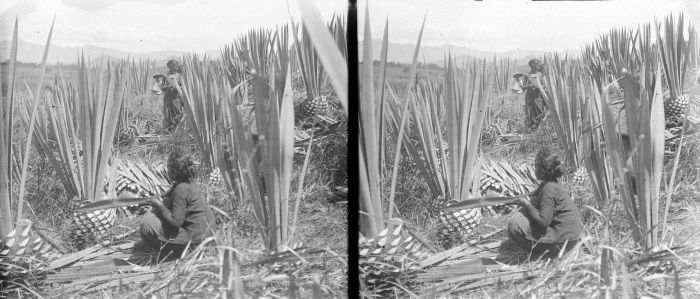